# Newton (Nou Hampshire)
Newton és una població dels Estats Units a l'estat de Nou Hampshire. Segons el cens del 2007 tenia 4.520 habitants.

## Demografia
Segons el cens del 2000, Newton tenia 4.289 habitants, 1.518 habitatges, i 1.170 famílies. La densitat de població era de 167,1 habitants per km².
Dels 1.518 habitatges en un 40,7% hi vivien nens de menys de 18 anys, en un 66,1% hi vivien parelles casades, en un 7,2% dones solteres, i en un 22,9% no eren unitats familiars. En el 15,8% dels habitatges hi vivien persones soles el 5,6% de les quals corresponia a persones de 65 anys o més que vivien soles. El nombre mitjà de persones vivint en cada habitatge era de 2,83 i el nombre mitjà de persones que vivien en cada família era de 3,19.
Per edats la població es repartia de la següent manera: un 28,8% tenia menys de 18 anys, un 5,8% entre 18 i 24, un 36,2% entre 25 i 44, un 21,6% de 45 a 60 i un 7,6% 65 anys o més.
L'edat mediana era de 35 anys. Per cada 100 dones de 18 o més anys hi havia 98,1 homes.
La renda mediana per habitatge era de 60.972$ i la renda mediana per família de 62.271$. Els homes tenien una renda mediana de 43.510$ mentre que les dones 32.471$. La renda per capita de la població era de 22.910$. Entorn del 2,7% de les famílies i el 4% de la població estaven per davall del llindar de pobresa.